# Once a Ranger
Once a Ranger is een tweedelige aflevering van de Amerikaanse tokusatsuserie Power Rangers: Operation Overdrive. De aflevering is gemaakt ter viering van het 15-jarig bestaan van de Power Rangers series.
Net als in de vorige jubileumaflevering, Forever Red, keren in deze aflevering een aantal oude rangers uit vorige seizoenen van de serie terug.

## Verhaal
Aan het begin van de aflevering blijkt dat Rita Repulsa en Lord Zedd, de vijanden van het allereerste rangerteam, een zoon hadden genaamd Thrax. Thrax werd net als zijn moeder Rita opgesloten, maar dan niet door Zordon maar door de Sentinal Knight.
Trax slaagt erin te ontsnappen en arriveert onverwacht op aarde. Hij wil de slechte reputatie van zijn familie herstellen daar zijn beide ouders niet langer slecht zijn en hij hen zwak vindt. Hij roept alle vier de groepen van vijanden van de Operation Overdrive Power Rangers bij elkaar, en dwingt hen met hem samen te spannen tegen de rangers. Tegen deze overmacht kunnen de rangers niet op, en ze worden verslagen waarna Trax hen van hun krachten berooft.
De Sentinal Knight ontdekt wat er gebeurd is en besluit de hulp in te roepen van een aantal oudere en meer ervaren rangers. Hij rekruteert Adam Park, Tori Hanson, Kira Ford, Bridge Carson, en Xander Bly om het huidige rangerteam te vervangen. Allereerst versterkt Andrew Hartford de krachten van dit team zodat Trax ze niet kan afnemen zoals hij bij de Operation Overdrive Rangers heeft gedaan. Vijf van de overdrive Rangers hebben echter het gevoel dat ze gewoon door dit nieuwe team aan de kant worden gezet, en besluiten weer terug te gaan naar hun oude leven van voordat ze Rangers werden.
Mack is de enige Operation Overdrive ranger die wel blijft, maar zonder zijn krachten kan hij niet veel doen. Adam vertrekt met de andere rangers met het plan Alpha 6 de krachten van de overdrive rangers te laten herstellen. Ondertussen ontdekt Mack de legende van een gouden zwaard genaamd Excelsior, het enige wapen dat de Sentinal Knight kan vernietigen. Hij besluit dit wapen te gaan bemachtigen, ondanks dat hij zijn krachten kwijt is.
Thrax maakt een zeer krachtig monster wat hij loslaat op de stad. Adam, Tori, Kira, Xander en Brick proberen dit monster te bevechten met de Operation Overdrive Zords, maar het beest is te sterkt. Wanneer Rose ontdekt waar Mack mee bezig is, roept ze de andere Overdrive Rangers weer bij elkaar om Mack te helpen. Samen slagen ze erin Excelsior onder Thrax’ neus vandaan te stelen. Met het zwaard vernietigd Mack eigenhandig het Thrax' monster.
Nadat de Overdrive Rangers hun krachten weer terug hebben gekregen, volgt er een groots gevecht tussen de twee rangerteams en al hun vijanden. Bij dit gevecht krijgt de Sentinal Knight dankzij Excelsior zijn volle kracht terug, en vernietigd Thrax. Nu Thrax dood is, verbreken de andere vijanden hun alliantie en worden weer rivalen.

## Terugkerende Power Rangers
In deze aflevering keren vijf voormalige Power Rangers terug.
Adam Parkde tweede zwarte Ranger van Mighty Morphin Power Rangers, gespeeld door Johnny Yong Bosch. Hij dient als leider van de vijf Rangers. Hij heeft nu blijkbaar een dojo voor gevechtssporten in Angel Grove.
Tori Hansonde blauwe Wind Ranger van Power Rangers: Ninja Storm, gespeeld door Sally Martin.
Kira Fordde Gele Dino Ranger van Power Rangers: Dino Thunder, gespeeld door Emma Lahana.
Bridge CarsonEen van de rangers van Power Rangers: S.P.D., gespeeld door Matt Austin. Hij was oorspronkelijk de groene S.P.D. Ranger, maar kreeg promotie tot Blauwe Ranger nadat Jack Landors de S.P.D. verliet. Enige tijd hierna kreeg Bridge opnieuw promotie, omdat Doggie Cruger de grote baas is geworden van de S.P.D., vervolgens promoveerde Sky tot Commander van de aarde-tak en hierna promoveerde Bridge naar de Rode Ranger, omdat geen enkel Power Rangers team kan werken zonder Rode Ranger. Hij is tevens de enige Ranger van het team die uit de toekomst naar het heden werd gehaald.
Xander Blyde Groene Mystic Ranger van Power Rangers: Mystic Force, gespeeld door Richard Brancatisano.